# Людвик II Бжегский
Людвик II Бжегский (пол. Ludwik II brzeski, нем. Ludwig II von Liegnitz- Brieg; 1380/1385 — 30 апреля 1436) — князь Бжегский (1399—1400, 1400—1436) и Легницкий (1413—1436).

## Биография

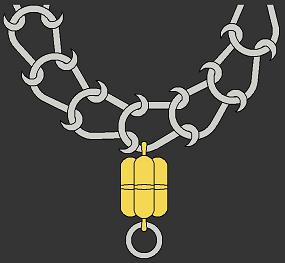
Знак отличия рыцарского ордена «Руденбанд».

Представитель легницкой линии Силезских Пястов. Единственный сын князя бжегского Генриха VII (1343/1345 — 1399) от второго брака с Маргаритой Мазовецкой, дочерью князя Земовита III Мазовецкого.
В июле 1399 года после смерти князя Генриха VII его сыновья Генрих IX и Людвик II получили в совместное владение Бжегское княжество. Но уже в октябре 1400 года братья разделили между собой отцовское наследство. Генрих IX получил во владение Любин, Хойнув и Олаву, а его брат Людвик II — Бжег, Ключборк и Бычину.
17 июля 1402 года сводные братья, князья Генрих ІХ Любинский и Людвик II Бжегский присутствовали на съезде силезских князей во Вроцлаве, где они заключили между собой и другими князьями оборонительный союз и заверили чешского короля Вацлава IV Люксембургского в своей лояльности.
В 1404 году князь Людвик II Бжегский отправился в паломничество в Святую Землю, во время которого он был захвачен в плен сарацинами. Несчастная весть о пленении князя достигла Бжега только в конце года. Генрих ІХ Любинский, чтобы добиться выкупа сводного брата, наложил на жителей Бжега, а также на своих подданных в Хойнуве и Олаве дополнительный налог. Еще в том же 1404 году была собрана нужная сумма в размере 4000 гривен, однако, Людвик II вернулся в Силезию только в конце 1405 года. Во время пленения Людвика регентом Бжегского княжества являлся его старший сводный брат, князь Генрих ІХ Любинский.
Отношения между двумя братьями (которые с детства всегда были тесные и теплые) испортились из-за вопроса наследования в Легницком княжестве. В марте 1409 года князь легницкий и епископ вроцлавский Вацлав II Легницкий объявил наследником своего родственника, князя Людвика II Бжегского, завещав ему Легницкое княжество и половину Злоторыи. Другая часть Злоторыи и рента в размере 6000 гривен достались другому брату Генриху IX Любинскому. Вацлав II Легницкий также постановил, что Злоторыя может достаться одному из двух братьев — тому, кто выкупит вторую часть у другого. В том же году Людвик II обратился к сводному брату Генриху IX с предложением выкупить у него часть Злоторыи. Генрих ІХ Любинский, еще ранее оскорбленный тем, что князь-епископ Вацлав II Легницкий назначил своим наследником Людвика II, разорвал дружеские отношения со сводным братом. Спор перерос в открытую войну, которая продолжалась с 1411 по 1414 год, несмотря на посредничество князя-епископа Вацлава II Легницкого, который пытался убедить Генриха IX, что он имеет право распоряжаться своими владениями по собственному усмотрению. Спор закончился только благодаря вмешательству чешского короля Вацлава IV Люксембургского, который запретил своим вассалам воевать. Братья при содействии Вацлава II Легницкого помирились и подписали документ о взаимном наследовании. Жители Легницы и Злоторыи были обязаны повиноваться обоим князьям.
В 1419 году князь Людвик II Бжегский получил в пожизненное владение Крнов, а в 1427 году присоединил Стшелин. В 1413 году он уступил города Ключборк, Волчин и Бычину князю олесницкому Конраду VII Белому, которые выкупил в 1420 году, но затем в 1434 году заложил их князю Бернарду Немодлинскому.
Князь Людвик II Бжегский был основателем рыцарского ордена под названием «Руденбанд» (Rudenband — ошейник гончего пса) или «Союза Гончих Псов» (Związek Psów Gończych), созданного в 1413 году. Соучредителями ордена были князья Вацлав II Легницкий, Пшемысл Опавский, Ян Жаганьский, Конрад IV Старший Олесницкий и Конрад VIII Младший Олесницкий. Людвик II Бжегский также был членом основанного королем Венгрии Сигизмундом Люксембургским Ордена Дракона.

## Браки и дети
Князь Людвик II Бжегский был дважды женат. До 14 августа 1409 года он женился первым браком на Ядвиге Запольяи (ум. 1414), дочери венгерского барона и жупана тренчинского Яноша Запольяи. У них не было детей.
9 августа 1418 года в Констанце он вторым браком женился на Елизавете Бранденбургской (1 мая/29 сентября 1403 — 31 октября 1449), старшей дочери курфюрста Фридриха I Бранденбургского. У них родилось четверо детей:
- Людвик (1419/1420 — до 7 января 1435)
- Елизавета (5 января 1426 — до 7 января 1435)
- Магдалена (1430 — 10 сентября 1497), муж с февраля 1442 года князь Николай I Опольский (1422/1424 — 3 июля 1476)
- Ядвига (1433 — 21 октября 1471), муж с февраля 1445 года князь Иоганн I Любинский (1425 — ок. 21 ноября 1453).

Смерть его единственного сына оставила Людвика II без наследников. В 1436 году после смерти бжегско-легницкого князя Людвика II княжества Легницкое и Бжегское в качестве вдовьего удела унаследовала его жена Елизавета Бранденбургская. Она управляла Бжегом до 1443 года и Легницей до 1449 года. В 1439 году Елизавета вторично вышла замуж за князя Вацлава I Цешинского и должна была лишиться своего вдовьего удела, но по-прежнему продолжала им управлять. В 1443 году Елизавета вынуждена была уступить Бжегское княжество князьям Иоганну I Любинскому и Генриху X Хойнувскому, сыновьям князя Людвика III Олавского, умершего в 1441 году. В 1449 году после смерти Елизаветы Бранденбургской Легницкое княжество было включено в состав Чешского королевства. В 1454 году князь Фридрих I, внук Елизаветы по женской линии, получил во владение Легницкое княжество.